# Jack Grealish
Jack Peter Grealish (n. 10 septembrie 1995, Birmingham, Anglia, Regatul Unit) este un fotbalist britanic liber de contract, care joacă pe post de extremă sau mijlocaș ofensiv. Pe plan internațional, are prezențe la națională pentru Irlanda U17⁠(d), Irlanda⁠(d), Irlanda U21⁠(d), Anglia U-21⁠(d) și Anglia.

## Carieră

### Aston Villa
După ce a început la Highgate United Youth, Grealish, un fan de-a lungul vieții a lui Aston Villa, s-a alăturat clubului la vârsta de șase ani. La vârsta de 16 ani, a fost rezervă nefolosită într-o înfrângere cu 4-2 în Premier League cu Chelsea, la 31 martie 2012. Grealish a făcut parte din echipa sub 19 ani a clubului care a câștigat seria NextGen 2012–13, marcând într-o victorie cu 3-1 în prelungiri asupra lui Sporting CP în semifinală.
La 15 septembrie 2020, Grealish a semnat un nou contract pe cinci ani cu Aston Villa până în 2025. A marcat primul său gol al sezonului 2020-2021 în al doilea meci al lui Villa, pe 28 septembrie; primul gol din victoria cu 3-0 împotriva nou-promovatului Fulham. La 4 octombrie, a marcat de două ori și a oferit trei pase decisive în victoria cu 7-2 pe teren propriu asupra lui Liverpool. A fost cea mai grea înfrângere a lui Liverpool din 57 de ani și a fost prima dată în istoria Premier League când un campion care apără titlul a primit șapte goluri într-un singur meci. A durat aproape o lună ca Grealish să înscrie din nou, când a marcat un gol în minutul 97 împotriva lui Southampton, deși nu a fost suficient, Villa pierzând cu 4-3.

### Manchester City
La 5 august 2021, Manchester City a anunțat transferul lui Grealish cu un contract pe șase ani, care va dura până în 2027. Au fost raportate de către numeroase surse că taxa de transfer plătită către Aston Villa a fost una de 100 de milioane de lire sterline, care a constituit cel mai scump transfer al unui jucător englez vreodată, precum și cea mai mare taxă plătită vreodată de un club britanic. Grealish a primit tricoul numărul 10 de către echipa care fusese purtată anterior de legenda clubului Sergio Agüero, care a plecat de la City cu o lună înainte, după zece sezoane.

### Viața personală
În martie 2020, Grealish a fost găsit să încalce îndemnele guvernului să stea acasă în privire cu COVID-19 și a fost amendat de clubul său de atunci , Aston Villa.
Acestuia i-a fost interzis să conducă pentru 9 luni în Marea Britanie și a fost amendat cu £82,499 după ce a declarat că a fost vinovat în 2 cazuri în care a condus neatent în martie și octombrie 2020.
Jack Grealish a declarat că este un fan al Formula 1 , susținându-l pe compatriotul său Lewis Hamilton , de asemenea declarând că mai urmărește baschet și box susținând în mare parte compatrioții și echipele naționale.